# Stonemyia amamiensis
Stonemyia amamiensis är en tvåvingeart som beskrevs av Yonetsu 2000. Stonemyia amamiensis ingår i släktet Stonemyia och familjen bromsar. Inga underarter finns listade i Catalogue of Life.